# Jewgraf Petrowitsch Kowalewski

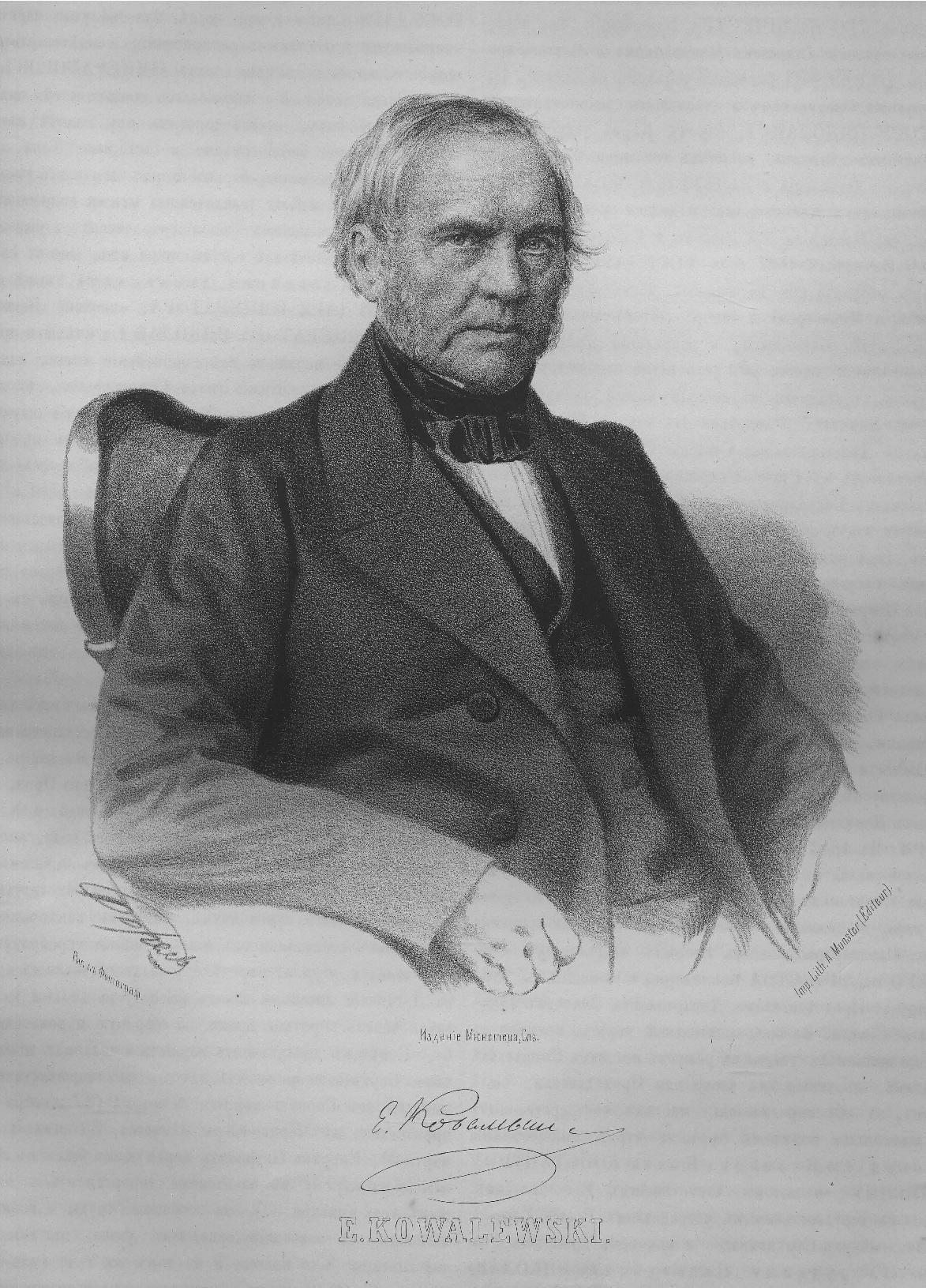
Jewgraf Petrowitsch Kowalewski

Jewgraf Petrowitsch Kowalewski (russisch Евграф Петрович Ковалевский; * 10. Dezemberjul. / 21. Dezember 1790greg. im Dorf Jaroschowka, Gouvernement Charkow; † 18. Märzjul. / 30. März 1867greg. in St. Petersburg) war ein russischer Bergbauingenieur und Minister.

## Leben
Kowalewskis Vater war Grundherr mit 180 Seelen (leibeigenen Bauern) im Gouvernement Charkow und 75 erworbenen Seelen im Gouvernement Sankt Petersburg. Nach dem Besuch der Hauptschule (1800–1805) und des Gymnasiums (Abschluss 1808) in Charkow studierte Kowalewski im St. Petersburger Bergbau-Kadettenkorps (GKK). Das Studium schloss er 1810 mit einer Gold- und einer Silbermedaille ab.
1810 wurde Kowalewski als Berggeschworener (12. Klasse) Praktikant in der Lugansker Gießerei. Er wurde 1813 Markscheider (9. Klasse), 1816 Beamter für besondere Aufgaben, 1817 Sekretär des Direktors und Oberhüttenverwalter (8. Klasse), 1818 Mitglied der Kommission für Revision der Uraler Hüttenwerke und Oberbergmeister (7. Klasse), 1820 Berghauptmann (6. Klasse), 1821 Chef der Zeichen- und Münzabteilung (1822) und 1823 Inspektor der Klassen des GKK und Oberberghauptmann (5. Klasse). In dieser Zeit führte er die ersten bedeutenden Untersuchungen der geologischen Struktur des Donbass durch und prognostizierte die Steinkohle-Vorkommen im Gebiet Bachmut. 1826 wurde er Mitglied des Bergbau-Rats des Departements für Bergbau und Salz-Angelegenheiten des Finanzministeriums und Kommandeur des GKK, 1829 Oberberghauptmann (4. Klasse) und 1834 Generalmajor.
1830–1835 war Kowalewski Gouverneur des Gouvernements Tomsk als Nachfolger Pjotr Kosmitsch Frolows und Oberchef der Kolywaner und Altaier Hüttenwerke. Im ersten Jahr seiner dortigen Tätigkeit wies er die Tomsker Stadtduma an, eine öffentliche Bibliothek zu gründen. 1835 wurde er Mitglied des Wissenschaftlichen Komitees des Bergbauingenieur-Korps. Neuer Tomsker Gouverneur wurde Nikolai Alexejewitsch Schlenjow.
1837–1839 war Kowalewski Direktor des Departements für Bergbau und Salz-Angelegenheiten als Nachfolger Jegor Wassiljewitsch Karnejews und Mitglied des Rats für Manufakturen. 1839 wurde er Ehrenmitglied der Kaiserlichen Universität Charkow.
1843 wurde Kowalewski Geheimer Rat (3. Rangklasse) und war dann 1843–1856 Senator. Er wirkte bei den Universitätsreformen mit und setzte die kaiserliche Bewilligung privater Bildungseinrichtungen um (1857), so dass 1858 in Moskau das erste private Gymnasium Franz Iwanowitsch Kreimanns (1828–1902) eröffnet wurde.
1856 wurde Kowalewski Ehrenmitglied der Akademie der Wissenschaften, Vorsitzender des Moskauer Zensur-Komitees und Kurator des Wissenschaftsbezirks Moskau und der Kaiserlichen Universität Moskau. Er war Vizevorsitzender der Gesellschaft für Geschichte und russische Altertümer (1857–1858) und Mitglied der Moskauer Abteilung des Hauptrats für Frauenstudieneinrichtungen (1858).
1858 ernannte der neue reformorientierte Kaiser Alexander II. Kowalewski zum Volksbildungsminister als Nachfolger Awraam Sergejewitsch Norows. 1859 folgte die Ernennung zum Wirklichen Geheimen Rat (2. Rangklasse) Kowalewski förderte insbesondere die Volksschulen und die Sonntagsschulen. 1861 wurde Jewfimi Wassiljewitsch Putjatin neuer Volksbildungsminister, während Kowalewski Mitglied des Staatsrats und Präsident der Kaiserlichen Freien Ökonomischen Gesellschaft zu Sankt Petersburg wurde.
1867 erschien der dritte Band von Kowalewskis ethnographischem Werk über die Völker in Russland.
Kowalewski war verheiratet mit Anna Stepanowna Kolossowa, mit der er sechs Söhne und eine Tochter hatte. Sinaida Jewgrafowna (1835–1905) heiratete den Politiker Sergei Wladimirowitsch Markow (1828–1907).
Der Generalleutnant Pjotr Petrowitsch Kowalewski und der Forschungsreisende Jegor Petrowitsch Kowalewski waren jüngere Brüder Kowalewskis.

## Ehrungen
- Russischer Orden der Heiligen Anna II. Klasse, I. Klasse (1835)[2]
- Kaiserlich-Königlicher Orden vom Weißen Adler (1849)[2]
- Alexander-Newski-Orden (1856)[2]
- Orden des Heiligen Wladimir III. Klasse, II. Klasse, I. Klasse
- Sankt-Stanislaus-Orden II. Klasse, I. Klasse